# 스콘트로네
스콘트로네(이탈리아어: Scontrone)는 이탈리아 아브루초주 라퀼라도에 있는 코무네이다.